# 圣丽塔-杜诺瓦德斯蒂努
圣丽塔-杜诺瓦德斯蒂努是巴西戈亚斯州的一个市镇。总面积956.037平方公里，总人口3150人，人口密度3.3人/平方公里。